# Großer Langzungenflughund
Der Große Langzungenflughund (Macroglossus sobrinus) ist eine Art der Gattung Macroglossus innerhalb der Flughunde (Pteropodidae). Sie kommt in Ost- und Südasien vom Norden Indiens bis in die Volksrepublik China sowie in weiten Teilen von Südostasien vor. Die nachtaktiven Tiere ernähren sich von Nektar und Pollen aus den Blütenständen vor allem von wilden und kultivierten Bananen und stellen für sie einen wichtigen Bestäuber dar.

## Merkmale

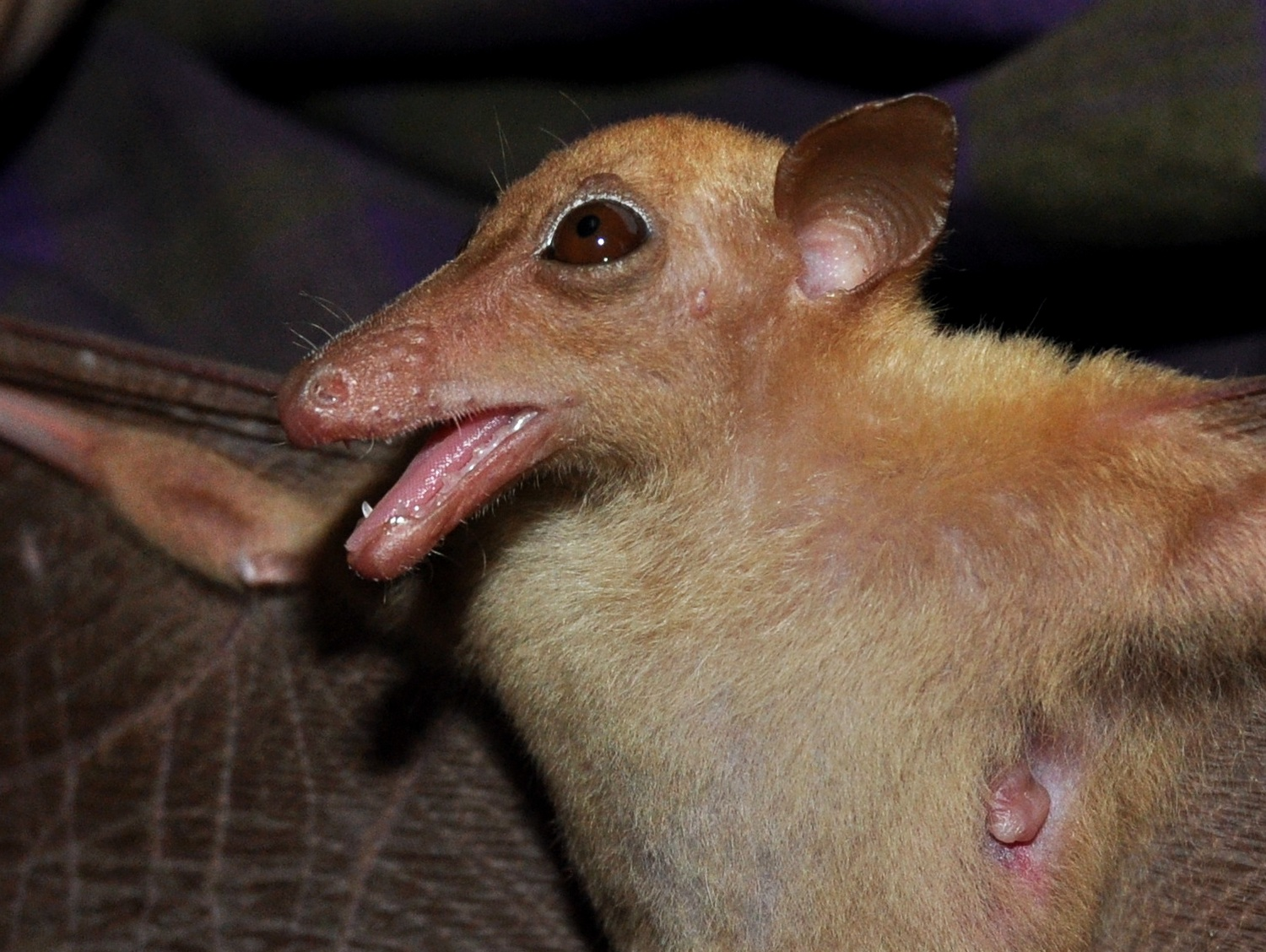
Profil des Großen Langzungenflughundes

Der Große Langzungenflughund erreicht eine Kopf-Rumpf-Länge von etwa 70 bis 89 Millimetern und eine Schwanzlänge etwa 6 Millimetern. Die Hinterfüße sind 10 bis 18 Millimeter lang. Die Ohren messen 14 bis 19 Millimeter. Das Fell ist kurz und weich, es ist an der Rückenseite einfarbig lehmbraun und an der Bauchseite etwas heller sandbraun. Die Schnauze ist lang und dünn ausgezogen und damit an die Ernährung von Nektar angepasst. Die Ohren sind mittelgroß und braun gefärbt, sie haben einen schmalen Antitragus und sind an den Spitzen abgerundet. Die Unterarme sind 38 bis 52 Millimeter lang und ebenso wie die oberen Schienbeine, die innere Handflughaut und die Schwanzflughaut behaart. Die Flughaut setzt an der Basis des vierten Zehs an, der Calcar ist reduziert.
| 2 | · | 1 | · | 3 | · | 2 | = 34 |
| 2 | · | 1 | · | 3 | · | 3 | = 34 |

Der Schädel hat eine Gesamtlänge von 28 bis 29 Millimetern. Die Art besitzt wie andere Arten der Gattung zwei Schneidezähne (Incisivi), einen Eckzahn (Caninus), drei Vorbackenzähne (Praemolares) und zwei Backenzähne (Molares) in einer Oberkieferhälfte. Im Unterkiefer ist ein Molar pro Kieferhälfte mehr vorhanden. Insgesamt besitzen die Tiere entsprechend 34 Zähne. Der Gaumen hat acht ununterbrochene Gaumenkämme, davon liegen fünf zwischen den Zähnen.

## Verbreitung

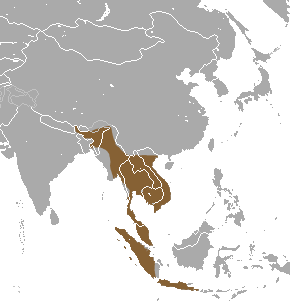
Verbreitungsgebiet des Großen Langzungenflughundes

Der Große Langzungenflughund kommt in Südasien vom Norden Indiens bis in die Volksrepublik China sowie in weiten Teilen von Südostasien vor. In China ist die Art im in Mengla, Xishuangbanna und Yunnan nachgewiesen. In Südasien kommt die Art in Teilen von Indien in Arunachal Pradesh, Meghalaya, Tripura und Westbengalen vor. In Südostasien reicht das Verbreitungsgebiet von Myanmar über Thailand, Laos, Vietnam und wahrscheinlich Teilen von Kambodscha bis auf die Malaiische Halbinsel sowie auf die zu Indonesien gehörenden Mentawai-Inseln, Sumatra und Java. Die Höhenverbreitung reicht dabei in Teilen des Verbreitungsgebietes bis etwa 2000 Meter.

## Lebensweise
Der Große Langzungenflughund lebt vor allem im Flachland und in Bergregionen in Primär- und Sekundärwaldbeständen sowie in Mangrovengebieten, darüber hinaus auch in Bananenplantagen, Obstgärten und im Bereich von Siedlungen. Er rastet in der Vegetation und vor allem in zusammengerollten Blättern der Bananenpflanzen in kleinen Gruppen von fünf bis zehn Individuen, in Indien wahrscheinlich auch an Gebäuden. Die Art fliegt vor allem in Sekundärwaldgebieten, landwirtschaftlichen Flächen und ähnlichen Gebieten, kommt jedoch auch in Primärwaldgebieten vor.

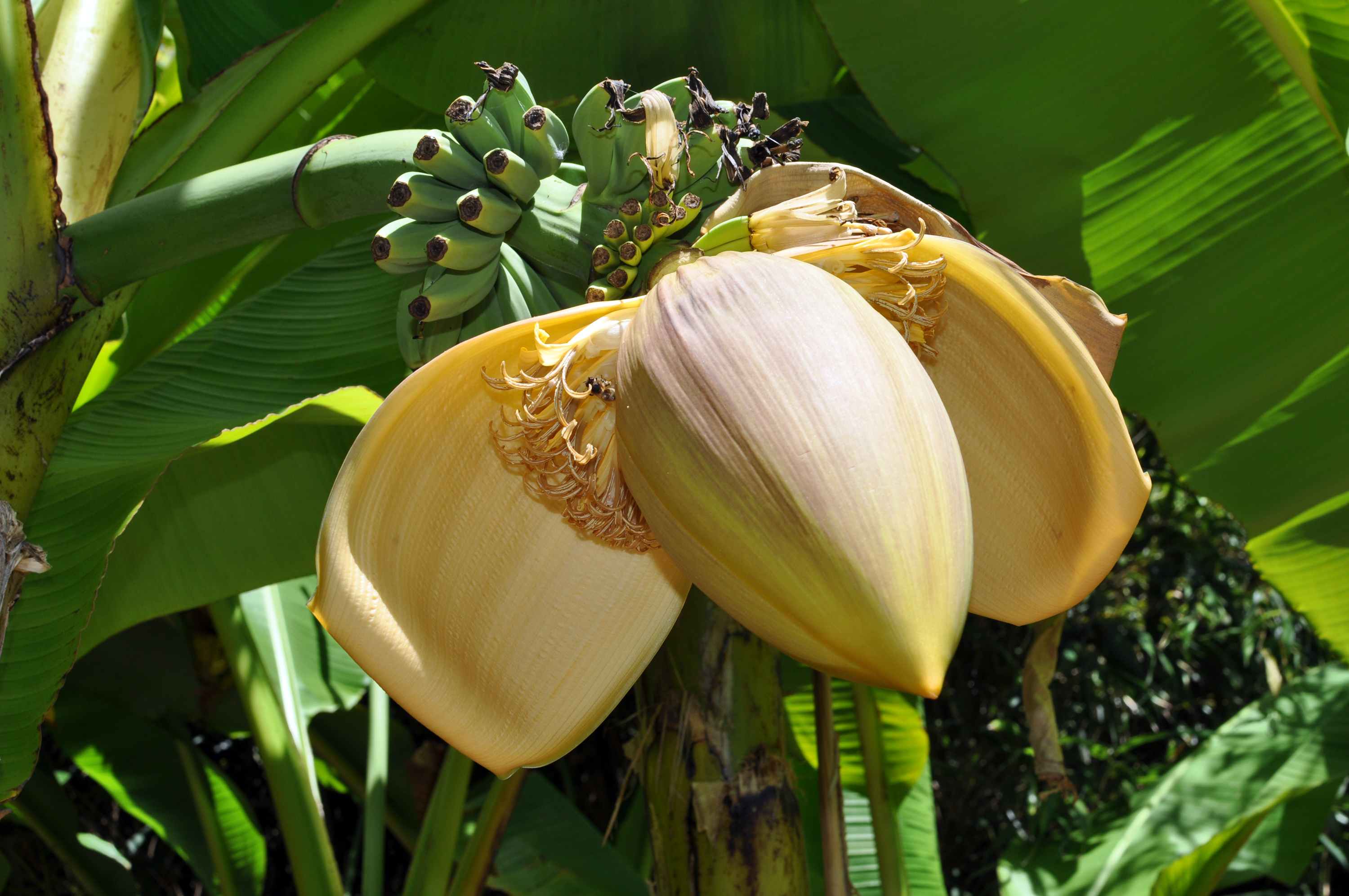
Blütenstand der Musa acuminata: Der Große Langzungenflughund ernährt sich vom Nektar und Pollen verschiedener Pflanzen, vor allem von Bananen.

Die Tiere sind nachtaktiv und ernähren sich vom Nektar und Pollen von Bananen und anderen ganzjährig blühenden Pflanzen. Dabei fliegen sie in der Regel einzeln aus und sind auch an den Pflanzen meist nur einzeln anzutreffen. Für einige Pflanzenarten, vor allem die wild wachsende Musa acuminata und deren Kultivare, die Dessert- und Kochbanane, stellt der Große Langzungenflughund einen wichtigen Bestäuber dar. Itino konnte 1991 diese Form der Chiropterophilie für Musa acuminata subsp. halabanensis durch diese Art auf Sumatra nachweisen, wobei die Bananenblüten vor allem in der Nacht einen dickflüssigen Nektar mit einer Zuckerkonzentration von 21 bis 25 % produzieren, während die primär von Vögeln bestäubte, ornithophile, Bananenart Musa salaccensis ihren dünnflüssigeren Nektar vor allem tagsüber produziert. Ein Individuum der Art braucht nach Schätzungen in der Regel zwei Blütenstände einer Banane mit jeweils etwa 16 Blüten und einer Gesamtmenge an Nektar von etwa 1,8 Millilitern (kalkuliert auf der Basis von Musa malaccensis). Die benötigte Gesamtmenge beträgt in diesem Fall also mindestens 3,6 ml Nektar pro Nacht, wobei der konsumierte Pollen nicht mitkalkuliert wurde. Im Fall der kultivierten Dessertbanane liegt die Nektarproduktion bei bis zu 6 ml Nektar pro Blütenstand, die entsprechend für eine Mahlzeit pro Nacht ausreicht. Da die Rastplätze der Tiere in der Regel sehr nah an den Nahrungsquellen liegen, ist der Bewegungsradius während der Nahrungssuche etwa im Vergleich zum Kleinen Langzungenflughund (Eonycteris spelaea) vergleichsweise klein und sie legen auf ihrer Nahrungssuche Strecken von maximal einem bis zwei Kilometer zurück.
Die Fortpflanzungszeiten in Indien sind wahrscheinlich asynchron und nicht an eine feste Saison gebunden.

## Systematik

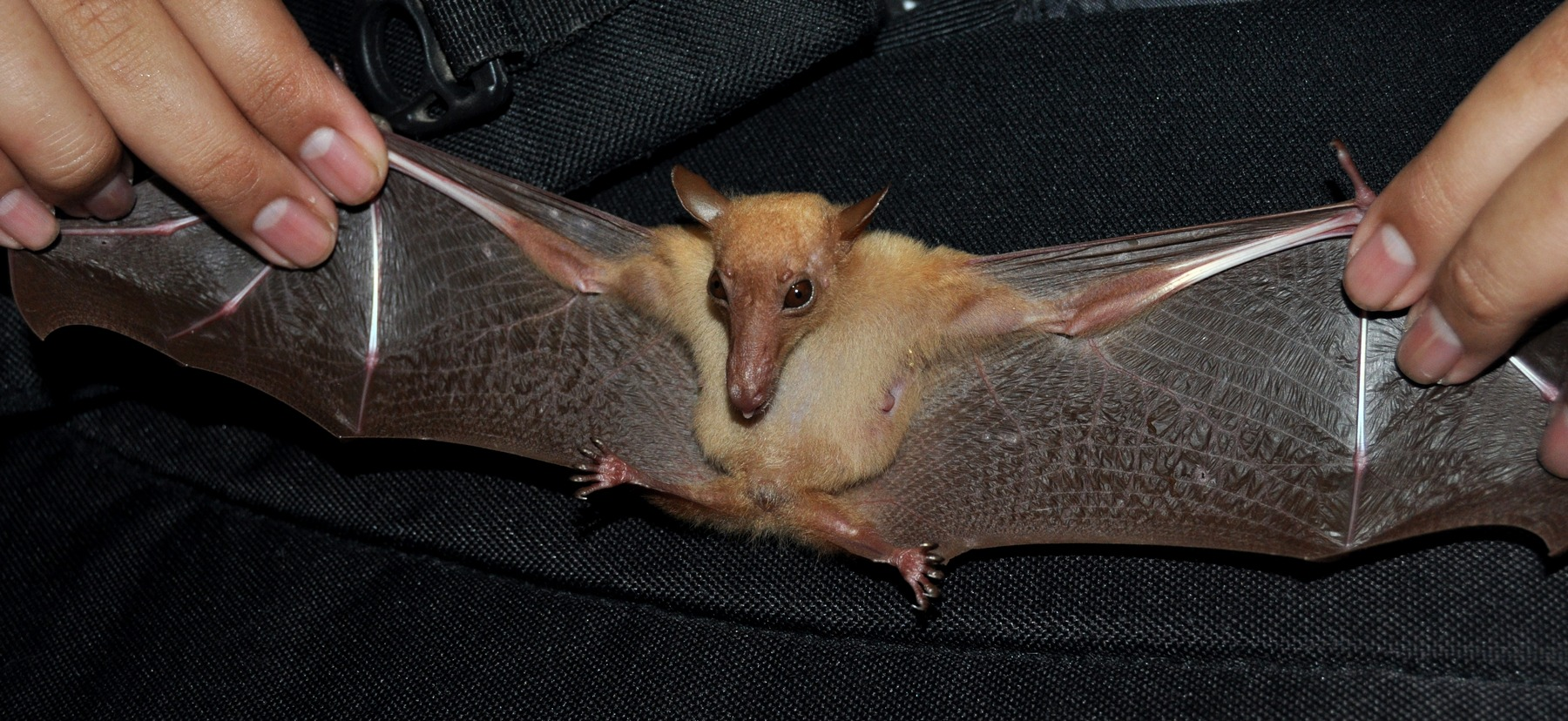
Großer Langzungenflughund mit aufgespannter Flughaut, Vorderseite …

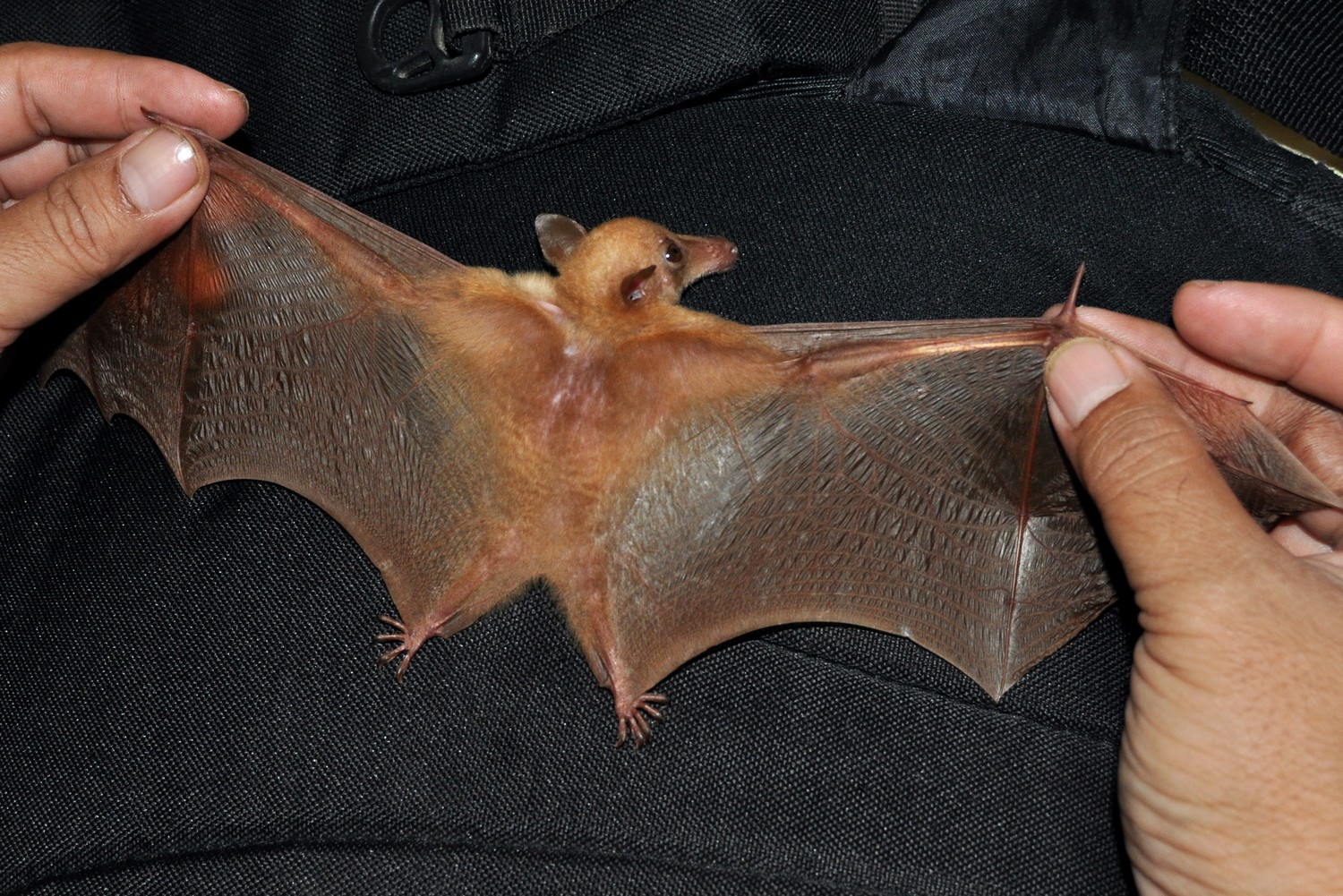
… und Rückseite

Der Große Langzungenflughund wird als eigenständige Art der Gattung Macroglossus zugeordnet. Die wissenschaftliche Erstbeschreibung stammt von dem dänischen Zoologen Knud Christian Andersen aus dem Jahr 1911 anhand von Individuen aus der Region Perak in Malaysia. Teilweise wurde die Art als Unterart des Zwerg-Langzungenflughundes (Macroglossus minimus) betrachtet, seit den 1980er Jahren wird er jedoch als eigene Art anerkannt.
Innerhalb der Art werden mit der Nominatform zwei Unterarten unterschieden:
- Macroglossus sobrinus sobrinus K. Andersen, 1911
- Macroglossus sobrinus fraternus Chasen and Kloss, 1928

## Gefährdung und Schutz
Die Art wird von der International Union for Conservation of Nature and Natural Resources (IUCN) aufgrund des großen Verbreitungsgebietes und des häufigen Vorkommens als nicht gefährdet (least concern) eingestuft. Bestandsgefährdende Risiken für die Art sind nicht bekannt, in Teilen Südasiens ist sie jedoch regional durch Entwaldungen, die Entnahme von Bambus und Lebensraumumwandlungen in landwirtschaftliche Flächen bedroht.

## Belege
1. 1 2 3 4 5 6 7 8 9  Don E. Wilson: Greater Long-Nosed Fruit Bat. In: Andrew T. Smith, Yan Xie: A Guide to the Mammals of China. Princeton University Press, 2008; S. 330–331, ISBN 978-0-691-09984-2.
2. 1 2 3  Don E. Wilson: Macroglossus. In: Andrew T. Smith, Yan Xie: A Guide to the Mammals of China. Princeton University Press, 2008; S. 330, ISBN 978-0-691-09984-2.
3. 1 2 3 4 5 6 7  Macroglossus sobrinus in der Roten Liste gefährdeter Arten der IUCN 2017-3. Eingestellt von: A.M. Hutson, A. Suyanto, T. Kingston, P. Bates, C. Francis, S. Molur, C. Srinivasulu, 2008. Abgerufen am 20. Februar 2018.
4. ↑  Takao Itino: Pollination Ecology of the Two Wild Bananas, Musa acuminata subsp. halabanensis and M. salaccensis: Chiropterophily and Ornithophily. Biotropica 23 (2), 1991; S. 151–158. (Volltext).
5. 1 2  Adrian G. Marshall: Bats, flowers and fruit: evolutionary relationships in the Old World. Biological Journal of the Linnean Society 20, 1983; S. 115–135. (Volltext (Seite nicht mehr abrufbar, festgestellt im April 2019. Suche in Webarchiven)  Info: Der Link wurde automatisch als defekt markiert. Bitte prüfe den Link gemäß Anleitung und entferne dann diesen Hinweis.).
6. 1 2  Don E. Wilson & DeeAnn M. Reeder (Hrsg.): Macroglossus sobrinus in Mammal Species of the World. A Taxonomic and Geographic Reference (3rd ed).